# Липшиц, Жак
Жак Липшиц (Хаим-Яков Абрамович Липшиц, фр. Jacques Lipchitz; 22 августа 1891, Друскеники, Гродненская губерния (ныне — Друскининкай, Алитусский уезд, Литва) — 26 мая 1973, Капри, Италия) — французский и американский скульптор.

## Биография
Дед Шая-Давид Пейсахович Липшиц (с женой Хаей-Фейгл) в Гродно был крупным промышленником. Отец скульптора, строительный подрядчик Абрам-Ицхок Шаевич Липшиц (?—1928), после женитьбы на его матери Лее-Рахили Кринской (?—1934) переехал в Друскеники (Друскининкай). В 1895—1899 годах посещал хедер в Друскениках, в 1899—1905 годах учился в коммерческом училище в Белостоке, в 1905—1909 годах — в Виленском реальном училище.
В 1909 году переехал в Париж, где до 1912 года учился в Школе Искусств и Академии Жюлиана. Там будущий скульптор познакомился и стал дружить с Пикассо, Модильяни и Грисом. В 1911 году отец разорился, финансовая помощь прекратилась и Липшицу пришлось подрабатывать разносчиком фруктов и подмастерьем у других скульпторов. В 1914 году познакомился с поэтессой Бертой Китросер, которая вскоре стала его женой.
Творчество кубистов оказало влияние на молодого скульптора. В 1913—1914 годах в таких работах Липшица, как композиции «Матрос с гитарой», «Акробат на лошади», появились геометрические формы. В период 1914—1918 годов он создавал скульптуры в стиле кубизма — абстрактные фигуры с накладывающимися друг на друга плоскостями различных поверхностей. Кубистам была важна не внешняя форма, а содержание — раскрытие внутренней сущности и духовного мира человека.
В 1922 году Липшиц вступил в художественную группу «Новый дух» (фр. L´Esprit Nouveau). Слава пришла к Липшицу относительно быстро. К концу 20-х годов он стал одним из самых востребованных скульпторов Франции, считалось престижным заказать у него работу. В своих ранних произведениях Липшиц проявил себя сторонником радикальных форм кубизма, однако позже смягчил тяжёлые и резкие формы своих скульптур, сделав их более утончёнными. Работал также модельером мебели и декоратором. Его большей частью выполненная в виде фигур человеческого тела пластика выглядит порой абстрактными арабесками, будит своей загадочностью фантазию у зрителя. Переломным моментом в творчестве скульптора стал переход к экспрессивному натуралистическому стилю, которым можно охарактеризовать композиции «Мать и дитя» (1930), «Возвращение блудного сына» (1931).
С приходом к власти Гитлера в сюжетах произведений нашли отражение политические и нравственные проблемы того времени. Скульптор не мог остаться равнодушным к появлению нацизма. Своё подавленное духовное состояние мастер выразил с помощью символических, библейских и мифологических сюжетов, таких, как «Борьба Иакова с ангелом» (1932) и «Похищение Европы» II (1938). Некоторые из его произведений 30-х годов, сохраняя черты символизма, несли в себе явные антифашистские настроения. Одна из них, «Прометей с орлом», высотой 9 метров, была представлена на Всемирной выставке 1937 года в Париже.
В 1941 году, после оккупации Франции немецкими войсками, Липшиц бежал из Парижа в США и осел в Нью-Йорке, где его работы нашли большое признание в художественных кругах. В 1946 году вернулся в Париж, но вскоре снова уехал в США, в 1958 году получил американское гражданство.
Жак Липшиц умер 26 мая 1973 года на острове Капри. Похоронен в Иерусалиме.
- Крик (1928—1929)
- Рождение муз (1944—1950)
- Мать и дитя (1941—1945)
- Древо жизни (1971—1972)

## Семья
- Братья — Павел (Пиня) Абрамович Липшиц (1902—1936, расстрелян), инженер-теплотехник[3]; Рувим (1908—1993).
- Сёстры — Женя (1896—1928); Фаня (?—1961); Дина (1898—1978), журналистка, работала в издательстве газеты «Дер Эмес» и журнала «Трибуна».
- Двоюродный брат — ботаник Сергей Юльевич Липшиц[4].